# Myrmidon du Suriname
Myrmotherula surinamensis
Espèce
Statut de conservation UICN

 LC  : Préoccupation mineure
Le Myrmidon du Suriname (Myrmotherula surinamensis) est une espèce de passereaux de la famille des Thamnophilidae.

## Répartition
Cet oiseau peuple principalement le plateau des Guyanes.